# Institut Pertanian Bogor
Institut Pertanian Bogor – indonezyjski państwowy uniwersytet rolniczy z siedzibą w mieście Bogor (prowincja Jawa Zachodnia), założony w 1963 roku.